# Montfort-sur-Risle
Montfort-sur-Risle je francouzská obec v departementu Eure v regionu Normandie. V roce 2010 zde žilo 812 obyvatel. Je centrem kantonu Montfort-sur-Risle.

## Vývoj počtu obyvatel
Počet obyvatel 